# Сонку, Джахиде
Джахиде Сонку (урожденная Джахиде Серап; 27 декабря 1919 — 18 марта 1981) — турецкая актриса, модель, писательница и первая женщина-режиссёр в Турции.

## Биография
При рождении девушку звали Джахиде Серап. Она родилась в 1919 году в Йемене в местечке Баб-и-Сабах (Утренние врата) в семье военного. Выступать на сцене начала в возрасте 16 лет. Первую роль исполнила в 1933 году в фильме «Söz Bir Allah Bir» (Бог един). В 1935 году стала знаменитой благодаря картине «Bataklı Damın Kızı Aysel». В 1950 году открыла собственную киностудию, став первой в истории Турции женщиной режиссером. Через 13 лет после открытия на студии произошел пожар и студия обанкротилась. Была трижды замужем, детей не имела. Умерла 18 марта 1981 года в Стамбуле на 62-м году жизни.